# イスカンダル・プテリ
イスカンダル・プトゥリ（マレー語: Iskandar Puteri、英: Iskandar Puteri）は、マレーシア・ジョホール州のジョホールバル地区にある都市で、ジョホール州行政府の本拠地を代表する都市。マレー半島の南端、ジョホール海峡沿いに位置し、半島マレーシアの最南端の都市（したがってユーラシア大陸の最南端の都市）でもある。ジョホールバル（ジョホールの公式州都）とパシルグダンの隣接する都市とともに、隣接する3つの都市は通常、ジョホールバル地区内にあり、人口220万人（2020年現在）のマレーシアで3番目に大きな都市集積であるイスカンダルマレーシアを支える。

## 歴史

### スンピットプトゥリ
歴史的に、現在のイスカンダルプトゥリ周辺は、マレー人とオランラウト族が住む漁村で構成されていた。テブラウ海峡の西側に位置するこの地域は、テブラウ海峡の最も狭い部分に面していたため、かつては「スンピットプトゥリ」（マレー語：Sempit Puteri、「狭い王女」の意）として知られていた。
1855年、トゥムンゴン・デング・イブラヒムがジョホール王位の主張を勝ち取ったとき、彼は現在分割されている王国の首都をテロックブランガ（シンガポール）からタンジュン・プトゥリに移転し、名前をイスカンダル・プトゥリに変更した 。現代のジョホールの最初のスルターンである息子のマハラジャ・アブ・バカールが、1868年にジョホールのマハーラージャとして戴冠した際に、彼の王朝と古いジョホール王国のスルターンを区別するために、タンジュン・プトゥリをジョホールバルに改名した。 
マハラジャアブバカールの治世中に、ジャーファル・ムハンマドはジョホールの最初のムントゥリブサールに任命された。スンピット・プトゥリへの旅行中に、オン・ジャーファーが搭乗していたサンパンのパドルが壊れたため、その場所「壊れたパドル」を意味するグラン・パタtという名前を与えたという説がある。
1950年代から1960年代にかけて、この地域の自治体活動を監督するために、8つの地方議会（ majlis tempatan ）が設立された。地方議会は1978年3月に統合され、ジョホールバルの西部および北部郊外地域の地方自治体として中央ジョホールバル地区評議会（ Majlis Daerah Johor Bahru Tengah 、MDJBT）に置き換えられ、 MBJBTはジョホールバルの中心地区を管轄している。 MDJBTは2001年に地方自治体の要件を付与された。

### ヌサジャヤ
1993年、第4代首相マハティール・モハマドの主導の下、マレーシア半島とシンガポールを結ぶ2番目の橋の計画が、マレーシア最長の高速道路である南北高速道路を推進したハリム・ビン・サードにより提唱される。当時ジョホール・シンガポール・コーズウェイの混雑が問題化しており、内閣はプロジェクトを承認した。新しい橋は、NSEからセカンドリンクを経由してシンガポールのジュロンイーストに接続された。ハリムは自身の会社である株式会社レノン（現在はUEMサンライズ）を介して銀行から資金を確保し、後に「ヌサジャヤ」として知られる野心的な新しい町のセカンドリンクとともに広大な土地を取得した。ヌサジャヤの名前は、ジョホールの元州知事、ムヒディン・ヤシンによって名付けられた。

### イスカンダル・プトゥリ
2016年1月、ヌサジャヤは、現在のジョホールの国王であるスルタン・イブラヒム・イブニ・アルマルフム・スルタン・イスカンダルによって、以前の名声であるイスカンダル・プトゥリに改名された。ジョホールバルトゥンァ市議会は、2017年11月22日にイスカンダルプトゥリ市議会に変更された。

## 行政
イスカンダル・プトゥリはジョホール州で2番目の都市であり、マレーシアでは（2017年現在）14番目の都市である。イスカンダル・プトゥリ市議会によって管理されている。ジョホール州政府の行政の中心地であるコタ・イスカンダルがあり、ジョホール州立法議会とジョホール州首相官邸がある。マコタ広場もここにある。
マレーシア選挙管理委員会による選挙分割により、イスカンダルプトゥリ地域を分割する4つの議会と8つの州選挙区（DUN）がある。 （P161） Pulai議会の議席、（N46）および（P162） イスカンダル・プトゥリ市議会の議席があります。 8つの州議会議事堂は、 パーリン州議会議事堂、（N48）スクダイ州議会議事堂、（N49） コタ・イスカンダル州議会議事堂、クライの一部及びテブラウ。

### 行政区画

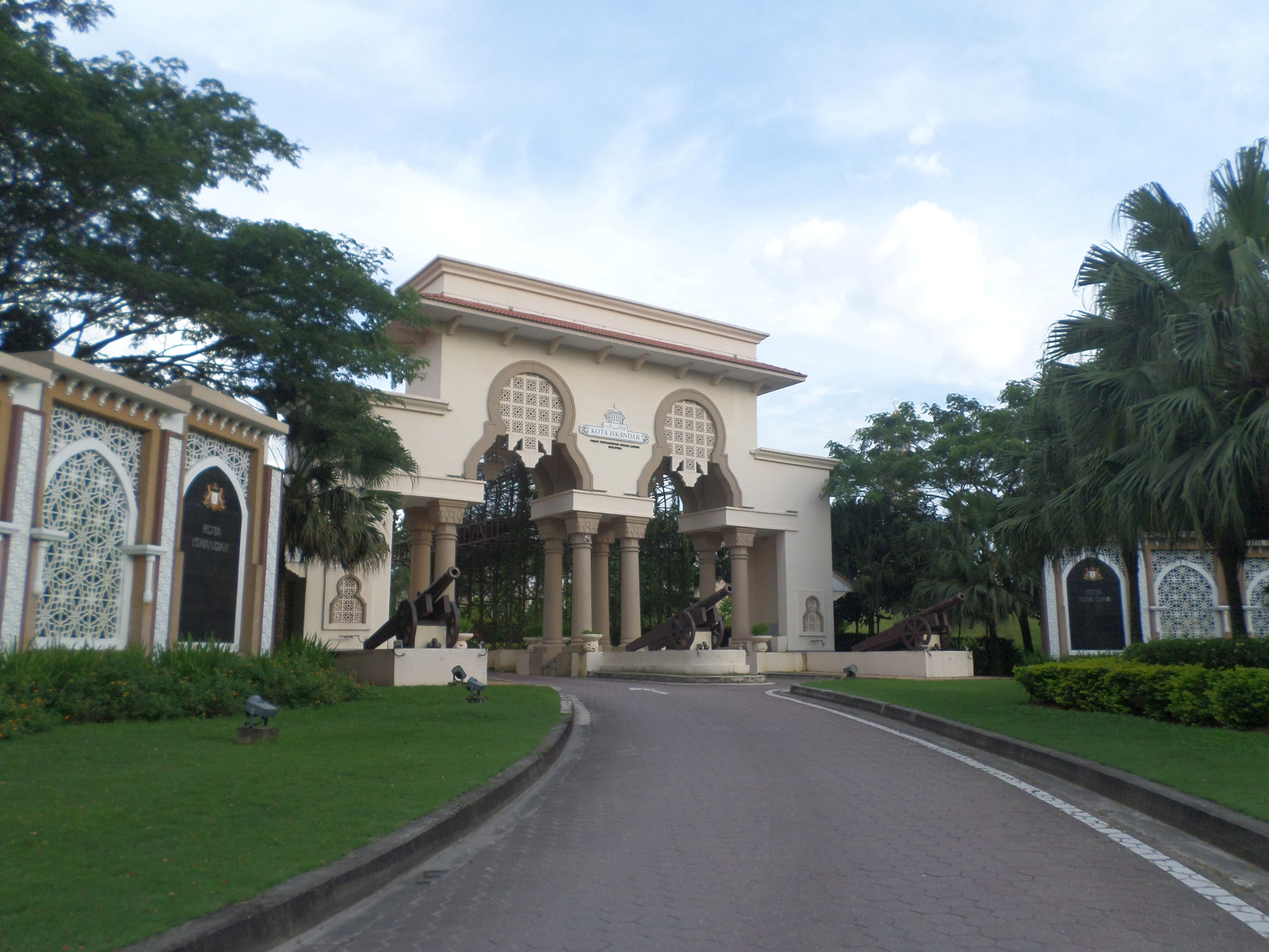
コタ・イスカンダル

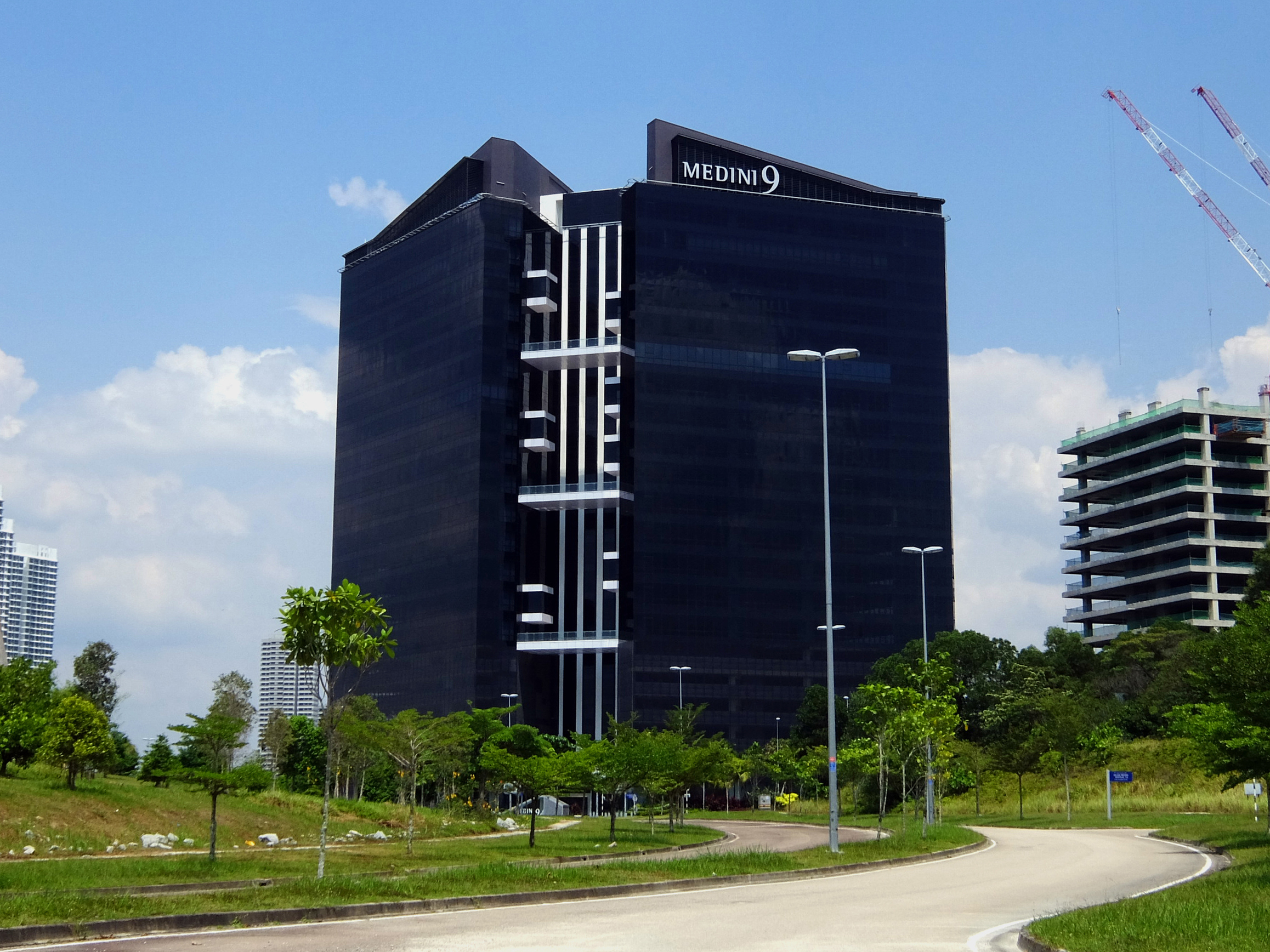
Medini 9、Medini Iskandar

MBIPの管理ゾーン

イスカンダル・プトゥリは、11の管理ゾーンで構成されている。
- イスカンダル・プトゥリ
- プライ
- タマン大学
- タマンインピアンウマス
- タマン・ムティアラ・リニ
- タマンウンクトゥンアミナ
- バンダーウダウタマ
- タマンブキッインダ
- グラン・パタ
- レジャーファーム
- タンジュンクパン[10]

## 人口統計
2010年現在のイスカンダル・プテリの人口は515,462人。同年時点でマレーシアで7番目に人口の多い都市中心部としてランク付けされている。
以下は、マレーシア統計局2010年の国勢調査に基づく。
| イスカンダル・プトゥリの民族構成（2010年） | イスカンダル・プトゥリの民族構成（2010年） | イスカンダル・プトゥリの民族構成（2010年） |
| 民族性                                     | 人口                                       | パーセンテージ                             |
| ------------------------------------------ | ------------------------------------------ | ------------------------------------------ |
| マレー人                                   | 169,415                                    | 32.00％                                    |
| 華人                                       | 225,178                                    | 43.68％                                    |
| インド人                                   | 64,997                                     | 12.61％                                    |
| その他                                     | 2,876                                      | 0.56％                                     |

## 教育
600エーカー（2.4 km 2 ）の「エデュシティ」と呼ばれるエリアにはサウサンプトン大学マレーシアキャンパス、ニューカッスル大学医学マレーシア、レディング大学、マルチメディア大学、ラッフルズ大学、オランダ海事工科大学、シンガポール経営開発研究所、ステラインターナショナルスクール、マールボロカレッジマレーシアで構成される教育エリアとラッフルズアメリカンスクールが所在する。
市内には他に、マレーシア工科大学とサザンユニバーシティカレッジがある。

## 観光
ジョホール海峡を臨むプテリハーバー（土地面積278ヘクタールまたは688アーク）とフォレストシティは、687エーカーに及ぶマリーナ開発である。サンリオハローキティタウンとトーマスタウンもプテリハーバーにあった。
レゴランド・マレーシアはジョホール州の主要なアトラクションの1つであり、 5,500,000 sq ft (510,000 m2)人。レゴランド・マレーシアとレゴランド・ウォーターパークのテーマパークに加えて、ライフスタイル小売センター、オフィス、ホテル、サービスアパートメント、住宅ユニットを含む統合複合施設。メインテーマパークには、レゴテクニック、レゴキングダム、イマジネーション、ランドオブアドベンチャー、レゴシティ、ミニランドの各エリアに配布された70のハンズオンライド、スライド、ショーが含まれる。もう一つの魅力はレゴランドホテルである。
市内のショッピングモールは、パラダイムモールJB、B5ジョホールストリートマーケット、イオンブキットインダ、イオンタマンユニバーシティ、GPモール、メディニモール、パーリングモール、サンウェイビッグボックス、ストゥラモール、タセックセントラルなど。
FASTrackCityは2019年にオープンした。
2019年3月、SUTLEnterpriseとUEMSunriseの合弁事業として、プテリ港の新しいマリーナでの作業が開始された。ONE°15マリーナプテリハーバーメンバーシップの最初のフェーズは、2020年11月に開始され、ONE°15エスチュアリスポーツセンターがオープンしました。  ジョホール観光、青年およびスポーツ委員会の委員長であるダト・オン・ハフィズ・ビン・ガジは、オープニングの打ち上げで名誉のゲストでした。統合スポーツコンプレックスは、国内および国際的なスポーツイベントを主催する可能性のある世界クラスのスポーツ会場をジョホールに紹介することを目的として立ち上げられました。  

## イスカンダルプテリレジデンス
Gerbang Nusajaya 、Casa Almyra、Nusa Sentral、Taman Universiti、Nusa Indah、Taman Nusa Bestari Jaya、Bestari Heights、 East Ledang 、Estuari、Ledang Heights、Nusa Idaman、Nusa Bayu、Nusa Bestari、Nusa Bestari 2、Nusa Duta、ブキッインダ、ホライゾンヒルズ、サンウェイイスカンダルはこのゾーン内にあります。

## 交通機関

### 海

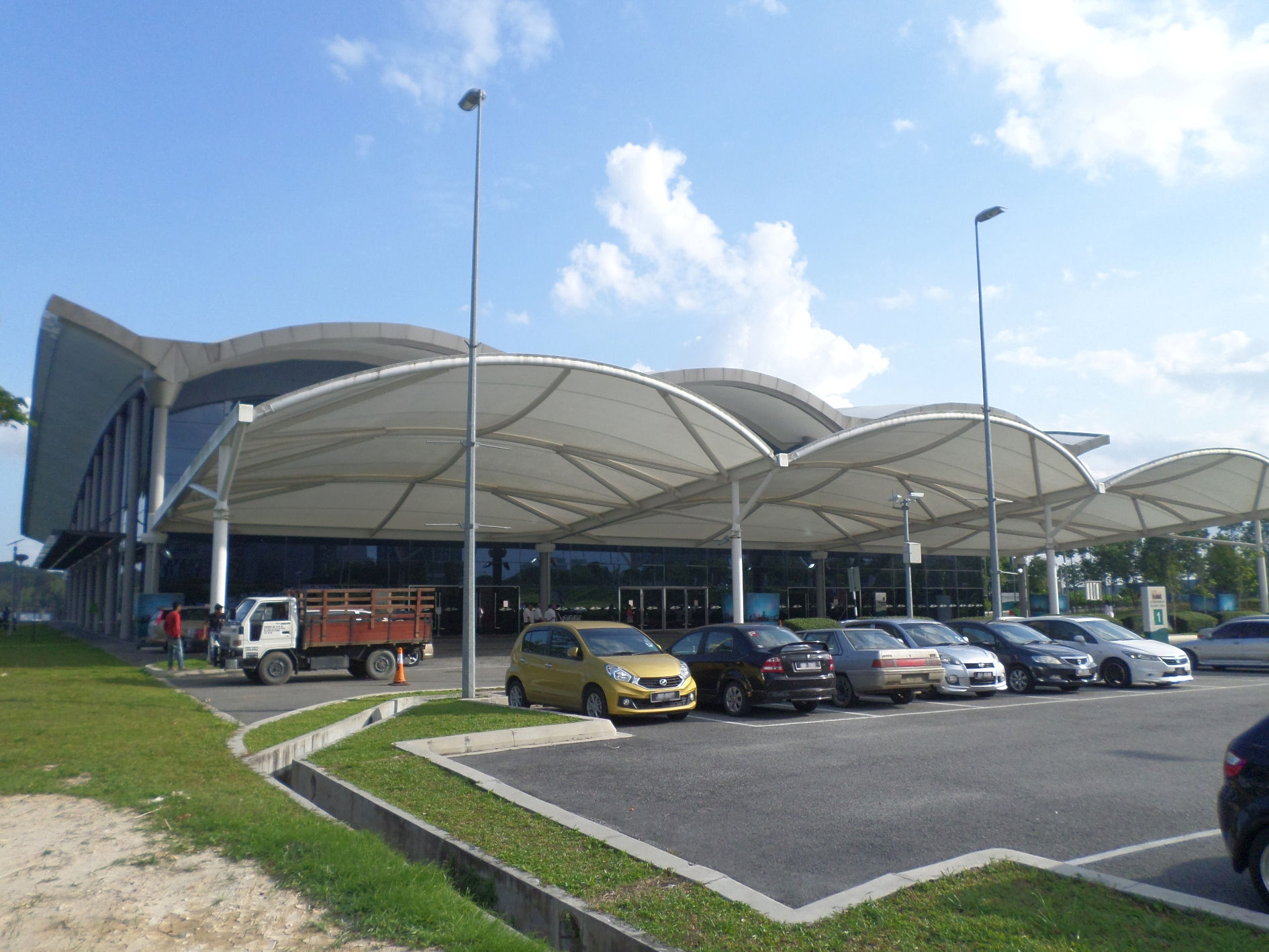
プテリハーバー国際フェリーターミナル

2004年以来マレーシア最大のコンテナ港としてランク付けされているタンジュンペレパス港は、市の西側にあります。 2013年現在、世界で19番目に忙しいコンテナ港です 。イスカンダルプトゥリには、インドネシアの都市への目的地があるプトゥリハーバー国際フェリーターミナルがあります。 

### 鉄道
計画 HSR クアラルンプール-シンガポール高速鉄道も、将来的にはグルバンヌサジャヤの都市にサービスを提供します。   2021年3月29日、マレーシアはシンガポールに1億280万シンガポールドルを補償し、和解はプロジェクトの完全な終了と二国間協定を表しています。 

### 道路
ジョホール内では、イスカンダル沿岸高速道路とパシルグダン高速道路がジョホールバル市と都市を結び、タンジュンクパン道路が都市とポンティアン地区を結びます。セカンドリンクエクスプレスウェイと南北高速道路は、マレーシア半島の他の州と都市を接続しています。
マレーシアとシンガポールのセカンドリンクは、ジョホール州タンジュンクパンのカンポンラダンとシンガポールのトゥアスのジャランアフマドイブラヒムの間に建設されました。橋は、ジョホール-シンガポールコーズウェイの交通渋滞を緩和するために建設され、1998年1月2日に開通しました。ツインデッキ橋は2車線の車道を支えており、水上全長は1,920mです。 